# مواجهة العلم
مواجهة العَلَم (بالفرنسية: Face au drapeau)، (بالإنجليزية: Facing the Flag) هي رواية وطنية من تأليف الروائي جول فيرن صدرت عام 1896. وهي جزء من سلسلة «الرحلات الاستثنائية».
مثلما تصور فيرن في رواية ثروة البيجوم والتي نشرتها في عام 1879، فهذه الرواية تصور فرنسا والعالم بأسره تحت تهديد سلاح خارق (ما يسمى الآن أسلحة الدمار الشامل) ويتم التغلب على التهديد عبر قوة الروح الوطنية الفرنسية.
ويمكن اعتبار القصة إحدى أوائل الكتب التي تتعامل مع مشاكل وصلت أوجها بعد نصف قرن من نشرها وذلك في الحرب العالمية الثانية والحرب الباردة: حيث تظهر علماء نوابغ يكتشفون أسلحة جديدة ذات قوة تدميرية هائلة، والتي قد تدمر العالم حرفيا؛ المنافسة بين القوى العظمى للحصول على ما أمكنها من هذه الأسلحة؛ الجهود التي تبذلها الدول الأخرى لحصول على هذه الأسلحة.